# Náutico Futebol Clube
Náutico Futebol Clube es un club de fútbol brasileño de la ciudad de Boa Vista en el estado de Roraima fundado el 22 de diciembre de 1962. Sus colores son el blanco y rojo.
Inicialmente perteneció a la capital del estado, pero trasladó su sede al municipio de Caracaraí en 2012. En 2016, Náutico regresó a la ciudad de Boa Vista.

## Historia
Con 14 participaciones desde la profesionalización del fútbol en Roraima (sólo no compitió en 1995, 1996, 1997, 2007 y 2009), el Náutico obtuvo buenas colocaciones en 2010, cuando decidió el título y perdió para el Baré y en el 2012, cuando perdió para el São Raimundo. También tuvo un tercer puesto en 2006 y la cuarta colocación en 2001 y 2011. En 2013 conquistó el título estadual, venciendo en la final el São Raimundo.

## Palmarés

### Estatales
| Estatales                     | Estatales             | Estatales | Estatales        | Estatales |
|                               | Competição            | Títulos   | Temporadas       |           |
| ----------------------------- | --------------------- | --------- | ---------------- | --------- |
| Bandera del estado de Roraima | Campeonato Roraimense | 3         | 1967, 2013, 2015 |           |
| Bandera del estado de Roraima | Taça Boa Vista        | 3         | 2013, 2015, 2021 |           |
| Bandera del estado de Roraima | Taça Roraima          | 1         | 2012             |           |

### Categorías menores
- Campeonato Roraimense Sub-20: 2004.
- Taça Roraima : 1964.

## Desempeño en competiciones

### Campeonato Roraimense
| Año  | Posición |
| ---- | -------- |
| 1998 | 6.º      |
| 1999 | 5.º      |
| 2000 | 5.º      |
| 2001 | 4.º      |
| 2002 | 5.º      |
| 2003 | 7.º      |
| 2004 | 5.º      |
| 2005 | 7.º      |
| 2006 | 3.º      |
| 2008 | 4.º      |
| 2010 | 2.º      |
| 2011 | 4.º      |
| 2012 | 2.º      |
| 2013 | campeón  |
| 2014 | 2.º      |
| 2015 | campeón  |
| 2016 | 3.º      |
| 2017 | 4.º      |
| 2018 | 5.º      |
| 2019 | 6.º      |
| 2021 | 2.º      |
| 2022 | 2.º      |
| 2023 | 4.º      |
| 2024 | 5.º      |
| 2025 | 6.º      |

### Campeonato Brasileño de Serie D
| Año  | Posición |
| ---- | -------- |
| 2012 | 31.º     |
| 2013 | 33.º     |
| 2015 | 38º      |
| 2016 | 31.º     |
| 2022 | 64.º     |

### Copa de Brasil
| Año  | Posición |
| ---- | -------- |
| 2014 | 79.º     |
| 2016 | 80.º     |

### Copa Verde
| Año  | Posición |
| ---- | -------- |
| 2014 | 16.º     |
| 2016 | 15.º     |
| 2022 | 17.º     |

## Entrenadores
- Querido (julio de 2016–?)[8]
- Fernando Lage (?–abril de 2017)[9]
- Junior Pinho (marzo de 2017–abril de 2017)[10][9]
- Claudinei (interino- abril de 2017–?)[9]
- Juary (noviembre de 2023–presente)[4]